# Brouwerij Mort Subite

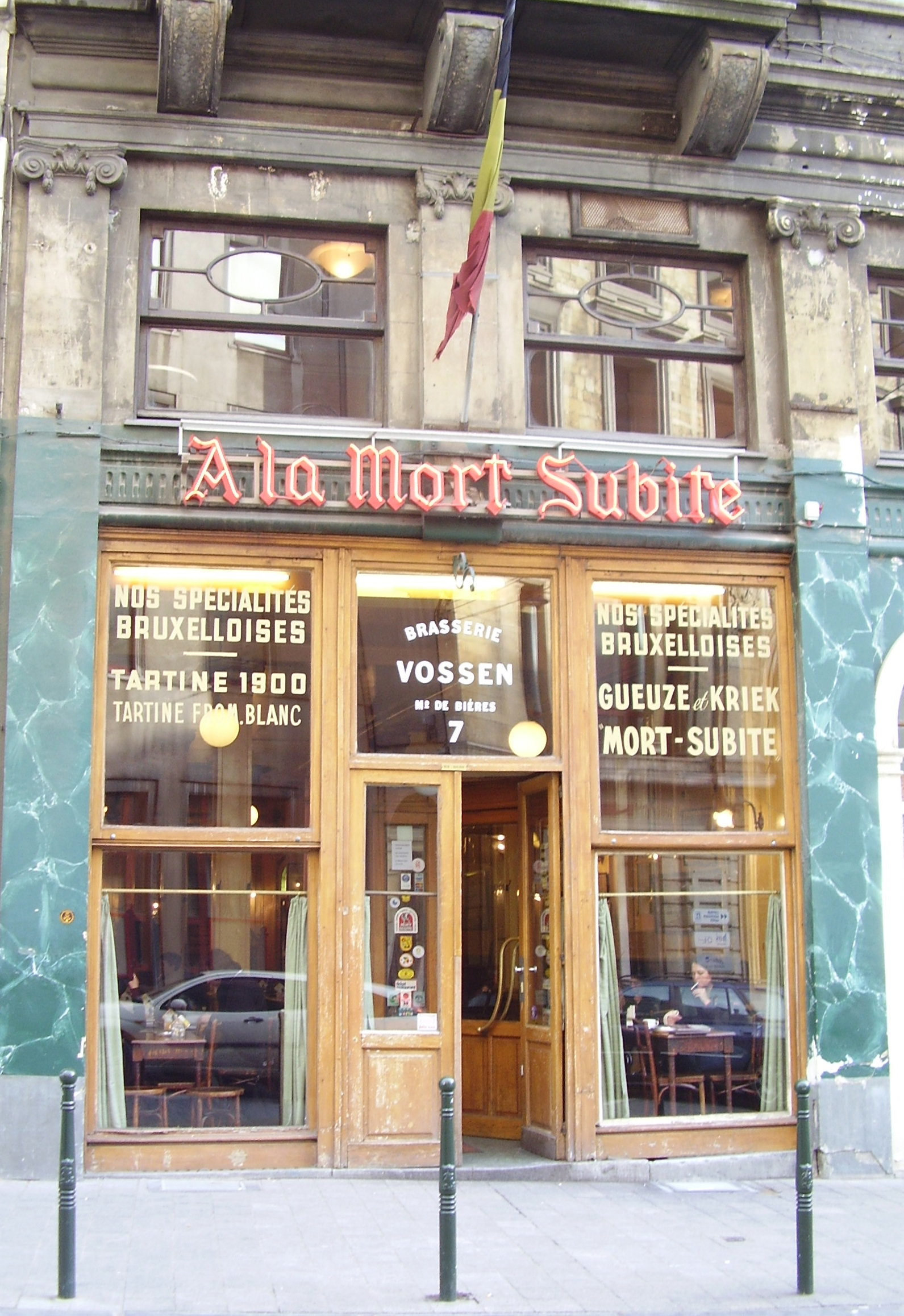
Café "A la Mort Subite".

Brouwerij Mort Subite, voorheen Brouwerij De Keersmaeker, is een bierbrouwerij in Kobbegem in de Belgische gemeente Asse.

## Start
Een eerste vermelding van deze boerderij-brouwerij stamt uit 1604 en de eerste vermelde brouwer was Joris Van Der Hasselt in 1686. Generaties later, in 1869, nam Felix Jan De Keersmaeker (1840-1912) de brouwerij over van Jan Baptist Bastaerts (1787-1869).
Zijn zoon Hubert De Keersmaeker (1896-1945) - burgemeester van Kobbegem - bracht tijdens het interbellum het bovengistende bier Hert Ale op de markt, in de jaren 50 gevolgd door het ondergistende Kob Pils. Het bedrijf was toen in handen van gebroeders André (1932-2024) en Paul De Keersmaeker (1929-2022), die later staatssecretaris in de Belgische federale regering werd.

## Mort Subite
In 1970 nam De Keersmaeker À la Mort Subite, een bekend Brussels café met geuzestekerij, over van de gebroeders Vossen. De naam Mort Subite komt van het dobbelspel pietjesbak. De verliezer van dit spel wordt een "dode" genoemd. Als er weinig tijd meer was, speelde men een verkorte versie: de "Mort Subite". In het café van Vossen raakte dit spel ingeburgerd, waarna besloten werd het café ook die naam te geven.
Sinds de overname zijn lambiek, geuze en fruitbieren de belangrijkste producten uit het assortiment, onder de naam Mort Subite. In 1989 werd ook de brouwerij Eylenbosch uit Schepdaal overgenomen.
Toen de gebroeders De Keersmaeker hun aandelen aan de groep Alken-Maes verkochten, werd deze de nieuwe eigenaar. Sinds 2008 is deze brouwerijgroep op zijn beurt een onderdeel van het Nederlandse Heineken.
Mort Subite was en is nog steeds lid van de Hoge Raad voor Ambachtelijke Lambiekbieren (HORAL).

## Bieren
De totale productie bedraagt 60.000 hectoliter(2007).
- Mort Subite Kriek Lambic (4%)
- Mort Subite Gueuze Lambic (4,5%)
- Mort Subite Witte Lambic (5,5%)
- Mort Subite Kriek Lambic Tradition (4,5%)
- Mort Subite Oude Kriek Lambic (6,5%)
- Mort Subite Oude Gueuze Lambic (7%)
- Mort Subite Faro (5%)
- Mort Subite Pêche Lambic (5%)